# Carlo Marangoni
Carlo Marangoni (Pavia, 29 aprile 1840 – Firenze, 14 aprile 1925) è stato un fisico italiano.

## Biografia
Dopo essersi laureato nel 1865 preso l'Università di Pavia, sotto la supervisione del professor Giovanni Cantoni, con una tesi dal titolo Sull'espansione delle gocce liquide, dal 1866 al 1870 Marangoni lavorò al Museo di Fisica di Firenze come assistente di Carlo Matteucci e come assistente di meteorologia dell'Istituto di Studi superiori, e successivamente al Liceo Ginnasio Dante, come insegnante di fisica per 45 anni, fino al pensionamento nel 1916.
È noto per il numero adimensionale che porta il suo nome, per i suoi contributi nello studio dei capillari, dei liquidi, delle tensioni superficiali, nella meteorologia, per aver inventato il Nefoscopio per osservare le nuvole e per l'effetto Marangoni, che descrive il trasferimento di una massa su o dentro uno strato di liquido, causato dalla differenza di tensione superficiale. Questo studio fu discusso da Marangoni durante la sua dissertazione per il dottorato ed i risultati furono pubblicati nel 1865.